# Пикани
Пика́ни, пику́ни, пиега́ны — племя черноногих индейцев. В XVIII—XIX веках входили в конфедерацию черноногих (англ. Blackfoot), трёх родственных племён: сиксики (собственно черноногие), кайна (много вождей) и пикани (одетый в пышные одежды — согласно Дж. У. Шульцу). Жизнь этих племён описывает в своих книгах писатель и этнограф Джеймс Уиллард Шульц.

## Территория
Три племени черноногих занимали страну на юге канадской провинции
Альберта и северо-западной части штата Монтана от Скалистых гор на западе до гор Бэрпо на востоке и от реки Ред-Дир на севере до реки Масселшелл на юге. Границ между тремя племенами не было, но пикани обычно кочевали в южной части страны черноногих.

## Численность
Сохранившиеся данные по дорезервационному периоду сильно разнятся: от 2500 до 6000 и более человек. Для времени первых контактов с белыми более вероятна вторая цифра. В дальнейшем численность в целом имела тенденцию к сокращению из-за частых эпидемий и увеличившегося количества военных конфликтов, в первую очередь с кроу и ассинибойнами. Войны приводили к дисбалансу в половом составе племени. В конце дорезервационного периода на 2 взрослых мужчин приходились 3 взрослые женщины. Соотношение детей к взрослому населению 3 к 5.
Сведения о численности из различных источников в разное время: 1809 г. — 350 типи, 2800 человек; 1823 г. — 550 типи, по другим данным в тот же год 4200 человек; 1832 г. — 750 типи (из них 250 типи Короткие Накидки — самая крупная община); 1841 г. — 2500 человек; 1853 г. — 290 типи, 2600 человек, 870 воинов; 1858 г. — 3700 человек; 1860 г. — 460 типи, 3700 человек, 3980 лошадей; 1869 г. — 3960 человек; 1870 г. — 330 типи.

## Экономика
Основой экономики было коневодство и конная охота на бизонов и иных крупных травоядных животных. В конце дорезервационного периода переживали процесс классообразования. Основным мерилом богатства были лошади, кроме них количество жён, запасы обработанных шкур и изделий из них, предметы, обладающие по повериям магической силой.
В среднем на 1 человека приходилось чуть более 1 лошади. Самый богатый за всю историю племени имел от 500 до 1000 лошадей. Богачом считался человек, имеющий более 40 лошадей. Таких было 5 %. Для обеспечения всем необходимым средней семьи из 5 взрослых (2 мужчин и 3 женщин) и 3 детей нужно было иметь около 12 лошадей: 5 транспортных — 1 для перевозки покрышки типи, 2 упряжные лошади для перевозки жердей типи, 2 под вьюки с запасами пищи и утвари; 3 верховые лошади, впрягаемые в травуа для транспортировки женщин и детей; 2 верховые лошади для мужчин и 2 специально тренированных охотничьих коня. Кроме этого, необходимо было иметь ещё 4-5 лошадей для подмены вышедших из строя. Для семьи, состоящей из мужа и жены необходимы были 5 лошадей: 2 вьючные, 1 верховая, впрягаемая в травуа для жены, 1 верховой конь и 1 охотничья лошадь для мужа. Около 25 % семей имели менее 6 лошадей. Из-за нехватки лошадей бедняки иногда для транспортировки использовали собак и при перекочевке шли пешком.
Помимо количества, важно было качество лошадей. Самые ловкие охотники на лучших конях могли убить за одну охоту четыре-пять бизонов. Охотники на худших конях убивали одного-двух бизонов, а на плохих конях убивали лишь отставших животных, а иногда не убивали ни одного бизона. Хорошая лошадь оказывалась решающим фактором на войне. Очень хорошая охотничья лошадь могла стоить 7 хороших лошадей.
Нехватка лошадей у отдельных семей приводила к необходимости одалживать их у богатых соплеменников за часть охотничьей и военной добычи (известны случаи, что за половину). Безлошадные становились батраками у богачей.
Была распространена торговля с иными племенами (иногда специально ради торговли заключался мир с врагами). Особенно активно торговали с племенами Скалистых гор. Племенам Скалистых гор поставляли продукты охоты на бизонов, взамен получали лошадей, растительную пищу.
Образовывающиеся классы не были замкнуты. Бедняк мог разбогатеть участвуя в набегах на врагов, богач — разориться из-за падежа лошадей или угона их врагами.
Ограничивало классовую дифференциацию наличие уравнительных механизмов. Одним из них был обычай взаимопомощи. Каждый человек мог зайти в чужую палатку и поесть, если был голоден. Другим обычаем было раздаривание имущества —
потлач. Начинающий воин обычно раздавал всю добычу или большую её часть. Часто бедняки выпрашивали подарки у богачей, отказать — означало проявить скупость, что считалось недостойным. Считалось, что богачи должны платить за все дороже, чем остальные. При разделе наследства если один из родственников богача, пусть и дальний, не получал ничего, он мог захватить любую лошадь покойного. Вместе с тем такие механизмы постепенно трансформировались. Обычай взаимопомощи использовался как прикрытие для эксплуатации бедных общинников. Самые дорогие подарки делали богачам, таким образом этот обычай становился по существу механизмом обмена между представителями верхушки племени, а также с богатыми представителями иных племён.

## Социальное устройство
Во главе племени вождь. Племя делилось на общины в среднем по 10-30 типи (80-240 человек), которые большую часть года жили раздельно. Общая численность общин в определённый период 24 или 25. Состав их был нестабилен. Человек мог свободно выйти из одной общины и вступить в другую. Общины могли распасться или могли возникнуть новые. Перспективы общины зависели в основном от богатства, щедрости и успешности на войне вождя общины. Обычно община группировалась вокруг богача и его близких родственников, но иногда община состояла из одних только бедняков. Например, одно из стойбищ черноногих состояло из 18 типи, жители которых были так бедны, что имели только собак в качестве транспортного средства.
У пикани были следующие общины: Кровавые, Белогрудые, Сушеное Мясо, Мокасины с Черными Заплатами, Жареный Спинной Бизоний Жир, Быстро Заканчивающие Еду, Несмеющиеся, Жарящие Бизоний Горб, Черные Двери, Одинокие Едоки, Ободранные Спины, Редко Бывающие Одинокими, Упрямые Сердца, Одинокие Бойцы, Короткие Накидки, Древесные Вершины (букв. Большие Сучки на Вершине Дерева), Люди-Червяки, Маленький Хрупкий Жир, Бизоний Навоз, Не Имеющие Парфлешей, Убивают Рядом, Все Вожди, Вокруг Красные Шкуры и Много Знахарей. Крупнейшая община — Короткие Накидки — часто кочевала отдельно от основного племени. Некоторыми исследователями они даже выделялись в самостоятельное подплемя, называемое южными пикани. Не Имеющие Парфлешей, Редко Бывающие Одинокими, Сушеное Мясо впоследствии поселились в Канаде и составили группу, называемую северными пикани.
Власть вождя в основном ограничивалась выбором направления кочевки, места расположения лагеря, военного общества, выполняющего полицейские функции, запретом индивидуальной охоты в период подготовки к общеплеменной охоте. Подконтрольного ему аппарата принуждения вождь не имел. Теоретически человек имел право поставить свою палатку за пределами лагеря, чтобы не быть обязанным подчиняться племенным правилам, но это было очень опасно из-за постоянно рыскающих в округе вражеских отрядов.
По наиболее распространённому мнению род к концу дорезервационного периода полностью разложился и его функции перешли к общине или отмерли.
Семья патрилокальная. Отцу невесты жених делал подарок от 1 до 40 лошадей (обычно 2-3). Распространена полигиния, в том числе сороральная. Считалось, что если жены были сёстрами, то между ними меньше ревности. Как правило, много жён имели богачи. Иметь много жён было выгодно прежде всего с экономической точки зрения. В силу разделения труда женщины занимались обработкой продуктов охоты (прежде всего шкур и мяса). Продукт их труда можно было выгодно продать, особенно когда наладились постоянные торговые отношения с белыми. Один белый отмечал, что индеец, имевший одну жену, всегда был беден, но тот, у кого три-четыре жены, может стать богатым — одним из лидеров, если не вождём. Но были исключения. Один богатый и влиятельный вождь имел только одну жену, так как боялся конфликтов в семье. У другого индейца было 3 жены, хотя он имел только одну лошадь. Максимальное количество жён достигало 30. Среди жён выделялась «любимая жена», или «главная жена», сопровождавшая мужа на празднества, освобождённая от чёрной работы и руководившая работой других жён. Неверным жёнам отрезали носы. При этом существовал обычай полового гостеприимства.
Существенное значение имела большая семья, объединявшая несколько близкородственных семей, проживавших зачастую в соседних типи. Дети чувствовали себя как дома в любом из типи большой семьи. При этом большая семья не вела единого хозяйства.
Значительную роль в жизни племени играли воинские мужские общества. Они не имели функций регулярных вооружённых сил, но оказывали значительное влияние на вождей. Ведущее общество выполняло в лагере полицейские функции (разнимали ссорившихся и наказывали провинившихся). Всего насчитывалось 10 мужских обществ, называвшихся Голуби, Москиты, Храбрецы, Храбрые собаки (Бешеные собаки), Переднехвостые (носят спереди хвосты бизонов), Вороны, Собаки, Лисята, Быки, Хватающие. Общества были возрастными и воины с возрастом переходили из одного общества в другое. В общество Голуби входили юноши 15-20 лет, несколько раз побывавшие на войне. В обществе Москитов состояли воины, обычно участвующие в военных действиях. В состав общества Храбрецов входили проверенные воины. В обществе Храбрые собаки состояли люди в возрасте около 40 лет. Членам общества Быков было около 50 лет. За место в обществе или продвижение в нём лидерам дарили подарки (в основном лошадей). При этом считалось, что один человек продавал другому своё место и после этого переставал быть членом общества, покупая в свою очередь место в следующем возрастном обществе. Каждое из обществ имело несколько стариков в своём составе, которые выполняли функции посыльных или ораторов. Переход из одного общества в другое, как правило, происходило весной после появления травы. Для сборов членов обществ ставили большие типи из 2-3 и более обычных покрышек. Самым влиятельным обществом во второй половине XIX в. были Храбрецы. Они выполняли полицейские функции. Когда лагерь кочевал, ехали, распевая песни и ударяя барабаны. Каждый из них при этом имел при себе нож, лук и полный стрел колчан. Этой же ночью они сворачивались на земле в центре лагеря подобно собакам. На следующий день, когда племя двигалось дальше, члены общества задерживались и съедали пищу, оставленную на стоянке. Затем снова, как собаки, они медленно следовали за соплеменниками, входя в новый лагерь только после того как были поставлены палатки и разведены костры. У Храбрецов было 4 человека, называемых Храбрецами Гризли. Во время церемониальных плясок общества каждый из Храбрецов Гризли стрелял вертикально вверх тупой стрелой и, пока все разбегались, Храбрецы Гризли стояли среди падающих стрел, демонстрируя храбрость. В военных обществах существовали определённые посты «офицеров», которые занимали храбрейшие воины. Они имели особые регалии (например, длинные богато украшенные шлейфы). «Офицеры» не могли отступать в бою вне зависимости от обстоятельств. Обычно они пригвождали шлейф к земле и могли отступить, если только кто-то другой освобождал шлейф. Особую категорию воинов составляли «противоположные», которые говорили и делали все наоборот, считались самыми храбрыми и безрассудными (почти смертниками), и пользовались большим уважением и привилегиями.
Важнейшие вопросы решались на совете племени, в котором участвовали главы общин, военных обществ и другие влиятельные люди.
Для социального статуса, помимо богатства, важно было проявить себя на войне, а также быть щедрым.

## Война
Племя переживало период военной демократии. Пикани считались одним из самых агрессивных племен в своём регионе.
Основные мотивы для войны: совершение подвигов, которые необходимы были для поднятия социального статуса; добыча; месть.
Два основных типа военных походов:
— набег с целью кражи лошадей;
— рейд с целью мести врагам.
Союзниками пикани были другие племена черноногих — сиксики и кайна, а также сарси и до 1861 года гровантры. Основные враги: кроу, равнинные кри, ассинибойны, флатхеды, калиспел, шошоны, банноки, кутенаи, не-персе.
Цель похода определяла атакуемого противника. Если целью были лошади, то направлялись в основном к кроу или племенам Скалистых гор. На ассинибойнов и кри нападали преимущественно с целью мести, так как лошадей у них было мало и они были плохие.
С врагами иногда заключали мир, но длился он, как правило, не дольше 1 года. Самый длительный мир — на рубеже XVIII—XIX веков с кутеней, который длился 10 лет. Длительный мир тяжело было поддерживать, потому что пикани имели слабую центральную власть, были рассеяны небольшими общинами на огромной территории, власть вождей строилась в основном на их личном авторитете, а не на реальном аппарате принуждения. В этих условиях чуть ли не каждый самостоятельно решал, с кем и когда ему воевать. Бывали случаи, когда одна из общин пикани была в мире или даже в дружбе с племенем, с которым остальное племя находилось в состоянии войны.
В войнах участвовало почти все боеспособное мужское население, но все племя целиком на конкретный бой никогда не выходило.
Наиболее дальний военный поход — отряд вышел из окрестностей Эдмонтона в Канаде и дошёл до Новой Мексики.
В первый военный поход обычно отправлялись в 14-15 лет и выполняли роль прислуги. Долю в добыче, как правило, в первом походе не получали. Со временем по мере роста статуса и опыта воина его доля в добыче обычно росла. Добившись богатства и славы воин, как правило, снижал военную активность.
Постоянных военных вождей не было, военный вождь избирался только на время похода.
В набегах обычно участвовало 4-12 человек. Успешные отряды пригоняли 40-60 лошадей. Пеший отряд около 38 км в день проходил, а конный в 2 раза больше или более того.
Самый крупный военный отряд, в котором участвовали и иные племена черноногих, а также союзные гровантры — около 1500 воинов.
Большое значение для социального статуса воина имело совершение конкретных подвигов. Величайшим подвигом считалось отнять у врага оружие, вторым — дотронуться до живого врага, третьим — дотронуться до мёртвого врага или снять скальп, четвёртым — захватить у врага лошадь (отображалось на рубахе соответствующее количество колышков и копыт (цвет соответствовал масти лошади). Зачастую свершение этих подвигов отодвигало на второй план уничтожение врагов, так как в плане поднятия репутации воина давало больше.
Основная тактика — внезапное нападение на численно уступающего или находящегося в худших условиях противника. При этом избегание больших потерь преобладало над нанесением максимального урона противнику. В условиях, когда воинами было почти все взрослое мужское население, нельзя было позволить большие потери, иначе возникала угроза для обороноспособности и экономической обеспеченности племени. Кроме того, вожди не имели достаточной власти, чтобы отправить воинов на верную смерть ради тактических преимуществ.
В качестве оружия использовались: ружья, луки, копья, военные дубинки, ножи. Лучшим считался лук из рога (в основном покупали у других племён), также делали из дерева (особенно из ясеня). Если не могли добыть ясень, делали луки из черёмухи, а иногда из орешника. Стрелы делали из рябины, которая была прямой, очень тяжёлой и не ломкой. Они были обработаны каменным орудием. Делали углубления, чтобы кровь свободно вытекала. Каждый человек делал отметки на стрелах или специальную комбинацию цветных перьев. Наконечники были двух видов - для войны и для охоты. Хороший лук, 20 или больше стрел и колчан стоили хорошую лошадь. Колчан из шкуры кугуара — лошадь. Наконечники стрел делали до прихода белых из кремня или костей, оперение из орлиных или гусиных перьев. Копья украшали перьями и оборачивали в нескольких местах мехом выдры, шили для них богато украшенные чехлы. Длина древка копья от 1,5 м, наконечника — 15-30 см. Наконечники делали из камня или кости. Копьям предпочитали военные дубинки. Их длина составляла 60-90 см. Ножи разных размеров делали из камня. Использовались щиты из кожи, основной их функцией считалась магическая защита. За зачаровывание щита шаману давали 1 или несколько лошадей. До появления металлического оружия применяли кожаные доспехи (3-6 слоёв кожи). Они прикрывали тело до колен и ниже.
Наиболее известные битвы. 1808 год — 1500 воинов конфедерации черноногих атаковали отряд в 500 плоскоголовых. В ходе битвы на помощь плоскоголовым пришёл отряд из 300 воинов кроу. Атака черноногих была отбита и они отступили, сохранив, однако, идеальный порядок. 1845 год — 400 кроу атаковали по разным оценкам 50-80 типи общины пикани Короткие Накидки и почти полностью их уничтожили. 1866 год — большой отряд кроу и гровантров (возможно с участием ассинибойнов) атаковал небольшой лагерь пикани не зная, что рядом располагался лагерь всего племени кайна. В результате кроу и гровантры бежали в панике и были почти полностью перебиты (360—400 убитых). 1870 год — большой отряд кри атаковал лагерь кайна не зная, что рядом находился большой лагерь пикани, вооружённых новыми многозарядными ружьями. Кри были разгромлены и потеряли не менее 240 воинов.

## Быт
Вели преимущественно кочевой образ жизни, сильно зависимый от сезона.
Скорость кочевки — иногда менее 8 км в день, обычно — 16—24, при опасности — 40 км и более. На рубеже октября — ноября каждая община отправлялась к месту зимовки. Место выбиралось в лесистой речной долине, где было достаточно топлива и корма для лошадей. На рубеже ноября — декабря занимали место зимовки. В случае если ресурсы заканчивались, перекочевывали на небольшое расстояние в ближайшее подходящее место. Богатые общины, которым нужно было много корма для лошадей, перекочевывали за зиму несколько раз. Одна и та же община зимовала в разные годы в разных местах. Покидали место зимовки на рубеже марта — апреля. За зиму лошади сильно тощали, некоторые из них умирали. К июню общины начинали собираться на общеплеменную охоту и для проведения общеплеменных церемоний. В это время в прериях было много травы, что позволяло выпасать в ограниченном месте большие табуны, а бизоны сбивались в огромные стада, что позволяло многим людям прокормиться на одной территории. Обычно в это время на небольшом расстоянии друг от друга располагались все племена конфедерации черноногих. Но лагеря племён между собой не смешивались. Нахождение в большом лагере повышало безопасность от вражеских нападений. К началу сентября племя вновь распадалось на отдельные общины.
Когда лагерь перемещался, женщины собирали все имущество, снимали покрышку с типи и загружали все на лошадей или на травуа. Лагерь подготавливался к передвижению менее чем за час. Тем временем вожди выступали и за ними члены общества Храбрецов (выше приводилось иное описание следования). После того, как они проехали небольшое расстояние, делали остановку, чтобы их догнали остальные. Женщины, дети, лошади и собаки шли беспорядочно, часто растягиваясь линиями на милю или две. Дети могли ехать по 2-3 на одной лошади. Многие из мужчин ехали на значительном расстоянии впереди или по сторонам, охотясь на попадавшуюся по дороге дичь и наблюдая, чтобы не появились враги.
Жили в типи — палатке из шкур бизонов. 16 бизоньих шкур стоили 2 хорошие лошади. Покрышка типи делалась из 12—14 шкур бизона (площадь типи у основания при этом около 14 м², высота 3 м, место, занимаемое им, как правило, не было правильным кругом). Типи обычно ставили входом на восток (то есть к восходящему солнцу и задней частью к западному ветру, преобладавшему на равнинах). Задняя сторона была короче, что благодаря более вертикальному наклону делало типи более устойчивым к сильному ветру. Стоимость такой покрышки — 1 лучшая лошадь или 5—6 обычных. В среднем в типи жило 8 человек. Общий вес такого типи: покрышка — 41—48 кг, шесты — 172 кг (19 штук по 8,6 кг), внутренняя облицовка — 27 кг (8 шкур по 3,4 кг), колышки и шпильки — 14—18 кг. Итого 254—265 кг. Индейская лошадь могла нести около 90 кг груза, в травуа — около 135 кг. Собаки могли нести около 23 кг и 34 кг соответственно. Самые большие типи — 40 шкур (около 65 м²), самые маленькие — 6. Богачи меняли покрышку каждый год, средний класс — раз в 2 года, бедняки зачастую в качестве покрышки использовали верхнюю часть старой покрышки богачей.
Нижний край типи был закреплён деревянными колышками. Внутри стены были покрыты ярко разрисованными шкурами самок бизона высотой 1,5—1,8 м. Дверь была 1—1,2 метра высотой и была покрыта откидной створкой из кожи, которая отбрасывалась вовне.
Типи украшали хвостами бизонов и яркими изображениями животных. Внутри располагались спальные места длиной в 1,8 м. В ногах и в голове каждого спального места — циновки, сделанные из прямых, очищенных ивовых прутов. Глава семьи располагался напротив дверного проёма. Места справа занимали женщины, мужчины слева. Гости занимали место согласно своему положению: чем ближе хозяину, тем больше честь.
Общий лагерь располагался по кругу. В общем лагере у каждой общины было своё неизменное по отношению к другим общинам место. Лагеря отдельных общин располагались не по кругу, типи стояли на расстоянии 3-3,5 метра друг от друга.
Основная пища — мясо крупных травоядных, прежде всего бизонов. В самке бизона (их мясо считалось лучше, чем у самцов) — 180 кг мяса, в большом самце бизона — 360 кг мяса. Дневной рацион мяса на человека — 1,35 кг. Деликатесом считался бизоний язык. Также использовали растительную пищу: рябина, дикая вишня, бычьи ягоды, ягоды красной ивы, корень камас, степная репа, горький корень и бутоны дикой розы. Обычно не употребляли мяса водоплавающих птиц, земноводных, а также рыбу, но если пищи не хватало, то ели и это. Лошадей и собак за редчайшим исключением не ели. Мясо медведя обычно считалось слишком священным, чтобы употреблять в пищу. Распространённой пищей был пеммикан. Большой популярностью пользовались похлебки.
Растительную пищу обычно жарили или запекали. Степную репу пекли в раскалённой золе. Корень камас подвергался более серьёзной обработке, в которой проявлялись определённые общественные и церемониальные функции. Мужчины должны были держаться на некотором расстоянии от места готовки. Сперва выкапывалась яма площадью чуть менее квадратного метра и глубиной до метра. На дно клались раскалённые камни, которые покрывали свежими листьями и ветками ивы. Сверху помещались корни камаса, причём каждая женщина отделяла свою долю от других. Их покрывали ветками, которые в свою очередь засыпались землёй. Сверху разводили костёр, огонь в котором поддерживался в течение 36 часов или более до тех пор, пока не доносился запах печёного камаса.
Мясо предпочитали варить, но также часто жарили на вертеле или пекли на углях. Толстую кишку, нарезанную на куски и высушенную, пекли на углях. Иногда ломтики мелких кишок, проветренные и завязанные на концах, приготавливались путём жарки над костром. Кусок толстой кишки наполнялся кровью и жиром, связывался на концах и зажаривался целиком под горячей золой. Время от времени его переворачивали и пробовали заострённой палкой.
Способ приготовления в яме иногда применялся и для мяса. Иногда в яме с раскалёнными камнями готовили яйца водоплавающих птиц.
Излюбленным способом приготовления пищи у черноногих, очевидно, была варка.
Были известны способы варки и без применения глиняных сосудов.
Суп в походе иногда делали таким образом. Из бизона доставали внутренности и переворачивали тушу на спину. К оставшейся внутри крови и жиру добавлялось немного воды и туда опускали раскалённые камни. Таким образом внутри самой туши получался наваристый суп. Правда, способ этот применялся нечасто.
Одежду традиционно делали из кожи. Мужская одежда: набедренная повязка, леггины, мокасины, рубаха, бизонья накидка. Бизонья накидка использовалась как плащ. Рубахи делились на повседневную (без украшений) и для торжественных случаев (которые могли носить только прославленные воины и на которых изображались символические обозначения их подвигов). Рубаху для торжественных случаев делали за 10—12 дней. Среднего достатка индеец за богато отделанные рубаху и леггины платил 2 лошади. Богатый — 3—9 лошадей. Изготовление простой пары мокасин занимало около 3 часов, украшенных — 5—6 дней. Прославленные воины имели право на ношение головного убора из орлиных перьев. Использовался вертикальный головной убор из 18—30 перьев. Для его изготовления хватало 3 орлиных хвостов, которые стоили 1 охотничью лошадь или несколько обычных.
Женское платье было с длинными рукавами, завязанными на запястьях, также носили юбки, идущие на полпути от колен до щиколоток и гетры, связанные выше колен. Женское платье, украшенное оленьими зубами, стоило 2 хорошие лошади или 1 охотничью лошадь, покрытое бисером женское платье — 1 лошадь. За лошадь давали 4 бизоньих платья.
Женщины редко носили головные уборы. Мужчины зимой носили шапки из кожи некоторых животных, таких как антилопа, волк, барсук или койот. Иногда шапка делалась из кожи некоторых крупных птиц, таких как утки, совы или лебеди.
И мужчины и женщины носили ожерелья и серьги, которые были сделаны из раковины, кости, дерева, а также зубов и когтей животных.
До прихода белых огонь добывали с помощью трения. Огонь постоянно поддерживался. При перекочевке тлеющие угли перевозили в роге бизона.
Кухонная и прочая утварь изготовлялась из дерева, рога и кожи. Изготовляли грубые рыболовные сети. Для подачи и употребления пищи использовали деревянные миски. На их изготовление шли крупные наросты с любых пород деревьев. Ложки делались из того же материала, либо чаще из бизоньего или бараньего рога. Некоторые из таких ложек очень велики, вмещают до двух литров и служат одновременно и блюдом, и ложкой. Плоские блюда иногда изготавливались из рога горного барана, подогнанного и скреплённого сухожилиями — получалось выпуклое блюдо в форме блюдца. Их использовали как тарелки или блюда для еды. Они иногда немного протекали, так как части смыкались неплотно.
Большие черпаки изготавливались из рога горного барана.
Ложки и миски изготовляли и мужчины, и женщины.
Неизвестно, умели ли они делать гончарные изделия.
Бизоньи рога иногда брали с собой в качестве чашек для питья. Их верёвкой подвешивали на плече.
Воду носили в сумках, изготовленных из звериного желудка или пузыря. Они были разного размера и некоторые вмещали 15—19 литров. Они отличались относительной пластичностью и при переноске в тюке могли сплющиться и не занимать много места. Если их, предварительно наполнив водой, поставить на землю, они могли постоять, но так как вскоре они теряли форму и падали, их обычно вешали за ручку на треногу. Ложки и миски обычно носили в бурдюках из бизоньей кожи с сохранным мехом.
Обычный день индейца. Поднимались на рассвете. Женщины сразу шли за водой и дровами, готовили еду. Мужчины спускались к реке и мылись. Когда они возвращались с реки, женщины успевали приготовить еду. Блюдо варёного мяса 1,4—1,8 кг ставили перед каждым, женщины ели, что оставалось. Мальчики и юноши отправлялись пасти лошадей. Если рядом были стада бизонов, охотники брали своих охотничьих лошадей и отправлялись на охоту в сопровождении женщин с вьючными лошадьми или впряжёнными в травуа для перевозки мяса в лагерь. Если стад бизонов поблизости не было, то они уходили по 1—3 охотиться на одиноких бизонов, оленей, лосей или других животных. Женщины целый день обрабатывали шкуры, сушили мясо, шили мокасины и выполняли иные работы. Молодые люди, которые оставались в лагере, расчёсывали и заплетали волосы, раскрашивали лица и, если была хорошая погода, гуляли или проезжали на лошадях вокруг лагеря так, чтобы покрасоваться перед молодыми женщинами.
Проводили пиры. Хозяин выходил из типи и выкрикивал трижды имя каждого из приглашённых. Перед каждым из гостей ставили блюдо с едой. Если он не съедал все, он мог унести домой, что остаётся. Хозяин не ел с гостями. Он брал табак и тщательно смешивал его с травой и когда все заканчивали есть, он набивал и зажигал трубку, которая передавалась от одного к другому, начинания с первого человека с левой стороны от хозяина. Гости не говорили одновременно. Когда человек начнёт говорить, он ожидает, что все будут слушать, и никогда не прервут. В течение дня люди разговаривали об охоте, войне, странных событиях, шутили. Когда табак в третьей трубке заканчивался, хозяин для вида выбивал пепел и говорил «Kyi», после чего все гости уходили. Обычно каждый хозяин типи в лагере давал от одного до трёх пиров в день. Почти каждый человек ходил от одного соседа к другому.
Любимое времяпрепровождение — азартные игры. Играли в колесо. Это колесо было приблизительно 10 сантиметров в диаметре и имело пять спиц, на которые были натянуты бусинки различного цвета, сделанные из кости или рожка. Двое мужчин стреляли из лука по катящемуся колесу, делая при этом ставки друг против друга. Остальные держали пари на победителя. Игра велась до 10 очков.
Другая популярная игра заключалась в следующем. Брали две маленькие, продолговатые кости, одна из которых имела чёрное кольцо вокруг. Игроки, от двух до дюжины, были разделены на две равные стороны. Каждый человек соревновался с конкретным соперником. Человек брал кости и быстро перекидывал из руки в руку. Игра велась до десяти очков. Для счета использовали палочки. Игру всегда сопровождала песня. Ставки были иногда очень высоки, две или три лошади и даже больше, и мужчины иногда проигрывали все имущество, даже свою одежду.
Мальчики играли сколько им хотелось. Девочек с очень раннего возраста приучали к женским обязанностям. Они носили дрова и воду, шили мокасины, и как только становились достаточно сильными, учились обрабатывать шкуры, делать покрышки для типи, травуа. Мальчики играли в войну, в охоту и летом проводили половину времени в воде. Зимой они вертели волчки на льду и охотились на кроликов.
Вскоре после полудня охотники начинали возвращаться с добычей, в том числе с бобрами, которых ловили с помощью ловушек. Лагерь оживлялся. Со всех сторон слышались приглашения на пиры. Кто-то ложился отдыхать. Группы молодых людей устраивали военные пляски. Всюду люди ели, пели, разговаривали и шутили. После захода солнца развлечения продолжались ещё активней. Во многих типи устраивали пляски, женщины надевали лучшие платья и располагались на одной стороне, мужчины на другой. Все пели, и три или четыре барабана сопровождали пение; музыка была живая и несколько судорожная. В перерывах люди плясали.
Ночью старики рассказывали легенды, днём их никогда не рассказывали, так как на это наложено было табу.
Военные общества иногда устраивали свои пляски. Они проводились на виду у всего лагеря.

## Охота
На бизонов и антилоп охотились окружая их верхом на конях. В конной охоте мальчики начинали принимать участие с 10 лет или старше.
При охоте на оленей и более мелкую дичь использовались простые силки. В первом случае плетённый сыромятный ремешок натирался бизоньим жиром, чтобы отбить человеческий запах, затем белой землёй и раскладывался на тропинке с раскрытой петлёей. Приспособление в виде согнутого деревца не применялось — охотник полностью полагался на случайное попадание в ловушку ног или рогов оленя. При ловле ласки несколько силков соединялись в виде небольшого обруча, который ставили при входе в нору, чтобы зверёк попадал туда головой, а обруч мешал ему вырваться и спрятаться обратно в нору. Этих и других мелких зверьков часто ловили активным способом, когда охотник дёргал за верёвку, которой управлялась ловушка. При ловле птиц небольшие силки из сухожилий привязывались к толстой палке и укладывались на земле с приманкой.
Охотились круглый год. Считалось, что самцы находятся в наилучшей форме в июне. Самки достигали пика своей формы, когда начинали опадать листья.
Разделкой добычи занимался, в основном, мужчина. После того как мясо приносили домой, им дальше занимались женщины. Когда дичь убивали вблизи лагеря, женщины тоже принимали участие в разделке, но под активным руководством мужчин. Не было ничего позорного в том, что женщины оказывали помощь в свежевании туш, хотя разделка дичи была мужской работой.
При разделке кожу разрезали по средней линии груди. На расстеленной шкуре тушу потрошили. Способ потрошения зависел от расстояния до лагеря. Если туша лежала в лагере, лопатки извлекались путём разрезания плечевых суставов. Затем вырезали мясо на голени. Следом отрезали задние ноги, а задние части извлекались путём вскрытия бедренных суставов. Спинное сало вырезалось широкими полосами. Мозг из костей ног обычно поедался сырым во время свежевания. Свежую шкуру клали на спину лошади головой к голове. Полоска шкуры пропускалась под сухожилиями лопаток, чтобы их можно было подвесить поперек лошади. Задние части связывались при помощи собственных сухожилий и прикреплялись таким же образом. Короткие куски с груди и брюха сворачивались. Шейные ребра, сердце, язык, спинное сало и т. п. связывались в узлы и клались на лошадь. Затем вокруг упакованного мяса обматывалась задняя часть шкуры.
Когда охота велась далеко от лагеря или когда надо было на одной-двух лошадях перевезти несколько туш, из поясницы вырезались филейные части. Затем их, как и до этого, связывали в пары. Спинное сало разрезалось надвое и привязывалось поперёк лошади. Филейные части, вместе с почками, мясом с горба, сердцем, языком, грудинкой и пахом, извлекали в обычном порядке. Мясо с рёбер снималось одним куском. Желудок вытряхивали, а тонкую кишку разрезали на полосы. Затем все это заворачивали в шкуру. Кости, очевидно, оставляли на месте. Костный, а иногда и головной, мозг ели в процессе разделки.
Кость передней ноги часто использовали в качестве дубинки, чтобы раскрошить суставы и мелкие кости. На разделку туши затрачивалось мало времени. Охотники самостоятельно могли разделать в день от пяти до двенадцати бизоньих туш. До прихода белых при разделке применялись каменные отщепы.

## Религия
Почитали солнце. Существовали мифы о создателе (старике). При этом полагали, что их создатель создал только племена черноногих и их страну. Остальные страны и народы созданы другими создателями.
Был развит культ личных духов-покровителей. Личные духи-покровители чаще всего являлись в форме животных; они охраняли людей, помогали им, давая свои указания в снах.
Для получения магической поддержки юноши и мужчины постились, как правило, 4 дня. Во время поста они обязаны были воздерживаться от пищи и питья. Для поста выбирали укромные, редко посещаемые места, такие как вершины гор, узкие выступы на утёсах, острова на озёрах. При этом существовала реальная опасность, исходящая от вражеских отрядов и диких животных, кроме того, боялись сверхъестественных сил. Постящийся строил для себя небольшой домик из ветвей, моха и листьев для защиты от дождя. Время поста проводилось в молитвах. Молитвы сопровождали курением. Во время поста во сне являлся некий дух, который становился покровителем человека. Некоторые не выдерживали поста или не получали ведения. Человек, не смогший добиться видения сам, мог купить у другого покровительство его духа-покровителя.
Важнейшее празднество «Пляска Солнца». Эта пляска приобрела значение главного общеплеменного празднества. Им завершался сезон летней охоты на бизонов. Поэтому в известной мере это был праздник благодарения. Священная пища во время празднества состояла из бизоньих языков. Для устройства праздника в центре стойбища возводилось лёгкое сооружение в форме большого круга из тонких жердей, соединявшихся в верхней части ремнями из сыромятной бизоньей кожи и переплетавшихся ветками. В центре этого своеобразного храма устанавливался священный столб, «столб солнца», на вершине которого укреплялся пучок веток, символизировавший гнездо гром-птицы. Около столба или невдалеке от него устраивался алтарь с черепом бизона и священным узлом. Пляска солнца устраивалась по обету женщины, даваемому обычно весной. В связи с этим обетом всем охотникам племени объявлялось о необходимости заготовить для праздника бизоньи языки. Помощницы давшей обет сушили эти языки и откладывали впрок до празднества. С момента объявления об обете женщина окружалась специальными табу. Для праздника выбиралось специальное место, куда перекочёвывало все племя. Перемещение его длилось четыре дня и выливалось в своеобразный яркий парад. Индейцы наряжались в свои лучшие одежды и украшения, богато украшали коней. Воины ехали в доспехах со щитами и оружием в руках. Устроительница праздника ехала в женском седле, а заготовленные языки и предметы культа перевозились в травуа, прикреплённой к её седлу.
Во время празднества устроительница его считалась священной, на голову ей надевали специальный головной убор, хранящийся остальное время в связанном с пляской солнца священном узле. Содержимое его раскладывали на алтаре. В этом же узле хранилась мотыга, считавшаяся ещё более священной, чем головной убор, и свидетельствующая о связи пляски солнца с аграрным культом. В этом же узле хранились также сумки из сыромятной бизоньей шкуры, кожа барсука, пузыри для хранения перьев, игравших важную роль в обрядах, шкурки белки, ласки. Праздник солнца приурочивали к сезону созревания рябины и волчьих ягод. Рябиной угощали внутри культового сооружения лучших плясунов. Праздник длился около недели, и после него племя распадалось на общины, которые разъезжались для осенней охоты и выпаса коней. Просьбы к солнцу сопровождались самоистязаниями, обычно путём самоподвешивания к столбам храма ремнями, продетыми в отверстия в мышцах или в коже человека. Праздник солнца служил поводом для обмена подарками, для проявления щедрости богатых людей.
Распространён культ табака и трубки. Раскуривавшийся в трубке табак символизировал жертву божествам. Воины брали освящённые трубки в походы как амулет, призванный обеспечить победу. Все обряды и заседания совета племени начинались и заканчивались курением табака. Различались трубки, из которых курили во время заседаний советов, были специальные трубки мира, трубки старейшин, раскуривавшиеся в палатке для курения, и наиболее священной была трубка, раскуривавшаяся во время важных религиозных ритуалов. Во всех случаях трубка раскуривалась и обходила круг присутствующих в абсолютной тишине, дым её считался жертвенным.
Считалось, что болезнь возникала от злого духа или призрака врага, убитого в сражении. Мыши, лягушки, змеи, считалось, вызывают болезни среди женщин, и следовательно они должны были их избегать и не обрабатывать их шкуры.
Менее важные внешние болезни и повреждения лечили различными лосьонами или припарками, сделанными на основе корней или трав, известных только человеку, готовившему их. Ревматические боли лечили несколькими способами. Иногда использовали палатку потения, или горячие шипы, которые вставляли в больные места и поджигали.
Палатка потения использовалась как лечебное средство от различных болезней, так и в религиозных церемониях. Её делали в форме грубого полушария, 1 — 1,2 м высотой и 2,5 — 3 м². Изготовляется обычно из ветвей ивы и покрывается шкурами. В центр пола делается маленькое отверстие, в котором помещают раскалённые камни. Воды прыскают на камни. Иногда, если температура становится слишком высокой, покрытие приподнимают, чтобы допустить немного воздуха. В палатке часто проводят час или больше. При этом молятся и курят. После этого мужчины выбегают и прыгают в воду, зимой в прорубь.
Доктору платили за услуги перед лечением. Иногда плата составляла лошадь или несколько лошадей, иногда оружие, седло или одежду. Плата осуществлялась за один сеанс, но продолжительность его редко была меньше, чем двенадцать часов, и иногда превышала двое суток. Если после сеанса пациента чувствовал себя лучше, он в следующий раз посылал к тому же доктору, если нет, то к другому. Часто лечение одновременно проводили два или больше докторов. Плата врачам могла разорить небогатую семью.
Каждый доктор имел свои рецепты и священные ритуалы, которые сопровождали лечение. Большинство докторов были мужчинами, но были и женщины-врачи.
Распространено было воздушное погребение. Мёртвых хоронили на деревьях или в типи, которые при перекочёвке оставляли на месте. Захоронения часто осквернялись враждебными племенами.
Существовал обычай вместе с хозяином хоронить его лошадей. Чем больше были табуны индейца, тем большее число лошадей хоронили с ним. На могиле одного было убито 150 лошадей, на могиле же другого— 12 или 15. Обычно на могиле богача убивали около 10 лошадей. Убивали жертвенных животных выстрелом в голову. Для похорон выдающегося военачальника или богатого коневладельца в стороне от селения сооружалась специальная палатка. Внутри её сооружалась платформа, на которую клали труп, одетый в лучшие одежды. Жертвенных коней украшали богатой упряжью, особенным богатством отличался конский убор любимой лошади умершего, на круп её наносили пиктограммы его военных подвигов, хвост заплетали и связывали в узел, к нему прикрепляли подвеску из перьев. Заплетали и украшали перьями гриву коня. Лошадей убивали у входа в палатку. Упряжь с убитых коней снимали, причём конский набор с любимой лошади вносили в палатку и клали около трупа, упряжь же с других лошадей разрешали взять беднякам.
Женщины в знак горя обрезали волосы. При потере мужа или сына (но не дочери) они, бывало, отрезали одну или больше фаланг пальца и всегда причиняли раны своим ногам. Помимо этого, в течение приблизительно одного месяца, они ежедневно устраивали плач по умершему. Не было чётко установленного срока для траура. Известен случай траура, который длился более 20 лет.
Мужчины носили траур, обрезая немного волосы, ходили без леггин, и при потере сына резали себе ноги. Это, однако, никогда не делается из-за потери других родственников.
Выделялись три группы людей, обладавших особым статусом, связанным с магией: хранителей священных предметов, знахарей-ветеринаров, шаманов.
Существовали обряды мужских обществ.
С почитанием животных, птиц, растений и солнца был связан культ фетишей—почитание предметов, в какой-то форме связанных с главными объектами поклонения. Чаще всего этими предметами были перья, шкурки, когти животных. Они почитались как отдельные амулеты и как связки амулетов в виде так называемых священных узлов. Эти узлы были средоточием святынь, символами почитаемых святынь.
Обычно священный узел представлял собой кусок кожи, в которую заворачивались перья, шкурки зверьков и птиц, растения, трубки, стрелы и другие предметы почитания. Различались узлы личного значения, родовые узлы, узлы тайных обществ и мужских союзов, общинные и общеплеменные. В первых индеец хранил амулеты, связанные с почитанием его личного духа-покровителя. Узлы родовые и тайных и военных мужских союзов содержали предметы, указывавшие на объекты почитания в данном роде или союзе. В общинных и общеплеменных узлах хранились святыни общинного и племенного значения. Таковы, например, узлы, связанные с пляской солнца. Было три племенных узла (возможно вида узлов): 1) узел со святынями, связанными с пляской солнца, почитавшийся как дар солнца, 2) узел со священной трубкой, дарованный гром-птицей, и 3) бобровый узел как дар духа табака.
Помимо главного предмета почитания в этих узлах хранились и другие символического значения вещи. В узле со священной трубкой черноногих хранились шкурки совы, двух гагар, двух белых лебедей, двух журавлей, мускусной крысы, выдры, косули, койота, трещотка и табак. Развязывались эти узлы только в особо торжественных случаях. Свой личный узел индеец развязывал в случаях крайней необходимости, когда он решал обратиться к своим сверхъестественным покровителям за помощью. Развернув содержимое узла, он произносил свои молитвы над каждым амулетом. После смерти владельца узел погребался вместе с ним. Но иногда он наследовался и даже мог быть продан целиком или распродан по частям. Иногда продавалась копия узла. Эту сделку индейцы оформляли как обряд усыновления и продавший часть своего узла становился обрядовым отцом купившего её. Право на хранение общеплеменных узлов могло быть уже куплено. Право на хранение племенного узла со священной трубкой можно было купить за 9 лошадей, а за право хранения узлов пляски солнца и бобрового платили 4—5 лошадей. Во время перекочёвок транспортировка священных узлов обставлялась множеством табу.

## Поведение
Обычно пикани выглядели болтливыми, весёлыми и беззаботными. Они любили шутки и развлечения.
Согласно их поверьям, 4 главные добродетели мужчины — это храбрость, сила духа, щедрость, мудрость, 4 наиболее тяжкие преступления — трусость, убийство соплеменника, воровство у соплеменника, измена мужу.
За убийство соплеменника убийцу убивали или налагали на него штраф, обычно полностью его разорявший. За кражу достаточно было просто вернуть украденное. За супружескую измену в первый раз могли отрезать уши или нос, или муж мог убить её, за повторную измену её лишали жизни воины племени. Муж мог даже убить её братьев или двоюродных братьев. За предательство полагалась смерть на месте. За трусость заставляли носить женское платье и запрещали жениться. За охоту во время действия запрета полагались побои и порча имущества.
Когда рождался сын, отец брал его на руки и поднимал к солнцу со словами: «О Солнце! Дай этому мальчику силу и храбрость. И пусть он лучше погибнет в битве, чем от старости или болезни». Однако в реальности жизнь соплеменника ценилась очень высоко.
Отношения строились на принципе взаимовыручки. Изгнание из племени считалось страшным наказанием, так как человек не только терял поддержку соплеменников, но и магическую защиту племенных божеств и талисманов.
Человек обладал свободой выбора, ограниченной лишь возможностью нанести вред другим. Например, существовали ограничения на индивидуальную охоту во время подготовки к общеплеменной охоте или на определённые действия во время военной угрозы. В случае нарушения правил в такой ситуации могли избить провинившегося, изрезать типи, убить лошадей, а в случае сопротивления — убить. При этом если человек уходил на войну когда выходы военных отрядов были запрещены и возвращался с победой его не только не наказывали, но и восхваляли за подвиги.
Выбор мужа для девушки обычно зависел не от неё, а от её отца. Нередко если девушка протестовала, её били. Иногда это приводило к самоубийству. Обычно инициатором свадьбы был жених, но иногда отец девушки предлагал её мужчине, которого хотел видеть своим зятем (обычно если он был богач, успешный воин или охотник или если отец девушки был к нему расположен). Общение между юношей и девушкой даже на уровне разговора считалось неприличным. Обычно девушка находилась под присмотром матери или других близких родственниц. Однако, судя по всему, добрачные связи порой имели место. Иногда юноша, обычно по согласию с девушкой, похищал её у родителей, если те были против брака. Потом обычно юноша примирялся с тестем присылая ему выкуп или делясь с ним своей добычей. Свадьба с первой женой обычно обставлялась сложными церемониями, со второй и последующими нет. Обычно после свадьбы пара селилась отдельно, но иногда первые годы жили у отца мужа.
Нередкими были и случаи супружеской неверности, хотя для женщин это грозило серьёзной карой. Жён часто били, хотя нередки случаи хороших отношений между супругами. Несмотря на зависимое положение, жена не была собственностью мужа, он не мог её продать. Развод мог произойти по инициативе мужа. В этом случае он отправлял жену к её отцу вместе с приданым. Потом она могла вновь выйти замуж при согласии своего отца. Если муж умирал, то его жены отходили к его братьям или если у него не было братьев, то к другим его родственникам. При этом жены не имели прав даже на то имущество, которое муж им подарил при жизни. Имущество после смерти обычно отходило сыновьям покойного, а частью к его братьям. Если нет сыновей, то все к братьям. Если нет и братьев, то к другим родственникам-мужчинам по отцовской линии.
Молодёжь бывало устраивала чересчур бурные веселья в лагере или могли довольно грубо подшутить, например, запустить ночью в типи жеребёнка, который в панике устраивал внутри переполох. Если их при этом ловили, то наказывали.
Мылись часто, в том числе и зимой в холодной воде. Мужчины, как правило, следили за внешностью больше, чем женщины, более красочно одевались и тщательней ухаживали за волосами. На женщинах сказывалось выполнение тяжёлой каждодневной работы. На них было возложено выполнение всех домашних дел, в том числе сбор топлива, разборка и сбор типи. Мужчины занимались только охотой и войной, а также отдельными ремёслами, которыми женщинам заниматься запрещалось. От тяжёлой работы были освобождены только любимые жены и дочери богачей. Соответственно женщины быстро старели и теряли привлекательность. Женщины, как и мужчины, были очень выносливы. Они возобновляли работу на следующий день после родов. Женщина могла остановиться, чтобы родить, и догнать лагерь через четыре часа.
Дети были выносливы и энергичны. Они играли зимой в снегу и волчки на льду босиком и полуголыми. Слабые умирали в детстве.
Детей никогда не били (по крайней мере, мальчиков), но заботились об их обучении. Мужчины обращались с длинными речами к группам мальчиков, говоря им, что они должны сделать, чтобы быть успешными в жизни. Обращали внимание мальчиков на пример успешных воинов. Таким образом, даже очень маленькие мальчики часто ускользали из лагеря и следовали за группами воинов.
Многие мужчины меняли свои имена каждый сезон. Всякий раз, когда воин совершает новый удачный поход, он получает право на новое имя. Предпочитали не называть своё имя, если можно было избежать этого. Это могло привести неудаче того или иного замысла.
Был обычай избегания встреч со своей тёщей.
Существовал обычай нанесения себе ран. Обычно это делалось либо с целью принесения жертвы высшим силам и получения за это их поддержки, либо в ознаменование скорби по умершему родственнику.

## Лошади
Лошади были небольшого роста и не очень красивыми, но быстрыми и выносливыми. Питались травой (зимой бывало и ветками деревьев).
Могли без остановки проскакать 96-138 км. Наиболее ценимая масть пинто, так как считалось, что смешение двух цветов (обычно коричневый и белый) говорило о смешении в лошади лучших характеристик всех лошадей. Лошадей не подковывали. При управлении лошадьми использовали команды. Что привести лошадь в движение несколько раз произносили звук «ш», а чтобы замедлить или остановить несколько раз произносили «ка». Лошадей, которых украли у других племён, приходилось переучивать к своим командам. Лучших боевых коней приучали выполнять команды по лёгкому смещению тела или давлению коленей. Обычных лошадей так не тренировали, а управляли уздечкой. Приучали стоять лошадь рядом с воином не двигаясь. Также приучали пить по команде издавая частые цокающие звуки языком. Если лошадь отказывалась пить и мотала головой, значит вода была непригодна для питья. Пользовались самодельными сёдлами и стременами. Стремена были короткие, чтобы воину было проще двигаться в седле. Любимого коня украшали богатым конским убором. Конский головной убор выполнялся в виде маски с глазницами, увенчанной парой рогов и напоминавшей голову бизона или оленя. Белый очевидец так описывал подобную маску: «Это была красивая маска, сделанная из одного куска кожи и вся расшитая иглами дикобраза. Её надевали на голову лошади, и она покрывала лоб и морду. Для глаз в ней прорезаны были дыры».
У воина был боевой конь — самый быстрый из тех, что он смог заполучить. Он ценил его превыше любой другой собственности, не желая расставаться с ним ни за какую цену. На нём никогда не ездили, кроме как во время боя, охоты или племенных церемоний. В момент опасности коням обещали украсить их, если они выручат. Боевых коней раскрашивали, в основном в красный цвет. Для украшения рисовали на обеих сторонах крупах коней круглые пятна. Отпечаток ладони на теле лошади по разным версиям означал, что он сбил лошадью пешего врага с ног или убил врага в рукопашном бою.
Дети с 5 лет ездили на лошадях самостоятельно.

## В художественной литературе
Материальная и бытовая культура, военные, брачные обычаи, религиозные верования и обряды индейцев пикани (пикуни) увековечены в повестях американского писателя и путешественника Джеймса Уилларда Шульца, более 15 лет прожившего вместе с ними в их резервации в провинции Альберта (Канада): «Синопа, индейский мальчик» (1913), «Апок, зазыватель бизонов» (1916), «Ошибка Одинокого Бизона» (1918), «Сатаки и Я» (1924) и др., а также в его автобиографической книге «Моя жизнь среди индейцев» (1906).